# فیلیپ سوم، پادشاه ناوار
فیلیپ سوم ناوار (باسکی: Filipe; ۲۷ مارس ۱۳۰۶-۱۶ سپتامبر ۱۳۴۳ (۳۷ سال) معروف به باشکوه، پادشاه ناوار از ۱۳۲۸ تا زمان مرگش بود.